# Björn Granath
Björn Gösta Tryggve Granath, född 5 april 1946 i Örgryte församling, Göteborg, död 5 februari 2017 i Sankt Matteus distrikt i  Stockholm, var en svensk skådespelare.

## Biografi
Granath studerade först litteratur- och teaterhistoria på universitet, samtidigt som han spelade studentteater. Han hamnade därefter på Pistolteatern och 1967–1975 på Teater Narren, vilket han betraktade som sin egentliga teaterutbildning. Granath var också medlem i Bella ciao-gruppen och Musikteatergruppen Ariel. Han deltog även i det så kallade Tältprojektet. Han bedrev teaterverksamhet på Fågel blå i Stockholm 1980–1985 och tillhörde Dramatens fasta ensemble från 1987. Han ingick i Riksteaterns konstnärliga ledning från 1999.
Bland hans över 130 roller för film och TV finns Erik i filmen Pelle Erövraren, kriminalkommissarie Nils Loman i Jönssonligan & den svarta diamanten och pappa Jonas i filmatiseringen av Astrid Lindgrens Madicken och, som röstskådespelare, den svenska rösten till trollkarlen Efraim av Alexandria i Skrotnisse och hans vänner, Kasper i Folk och rövare i Kamomilla stad, mammuten Manfred i Ice Age och clowndockan Skrattis i Toy Story 3. Många av hans roller drog åt det myndiga hållet. Han gestaltade exempelvis ofta läkare, rektorer, polismän och liknande.
Han var gift med Ann-Margret Fyregård och tillsammans fick de två barn, en dotter född 1983 och en son född 1986. Granath avled den 5 februari 2017 efter en kort tids sjukdom. Han är begravd på Norra begravningsplatsen utanför Stockholm.

## Filmografi i urval
- 1969 – Misshandlingen
- 1972 – Du gamla, du fria
- 1979 – Du är inte klok, Madicken
- 1981 – Min syster kan grekiska
- 1985 – Svindlande affärer
- 1985 – Sällskapsresan II – Snowroller
- 1986 – Demoner
- 1986 – Min pappa är Tarzan
- 1986 – Plastpåsen
- 1986 – Porttelefonen
- 1987 – Mälarpirater
- 1987 – Svart gryning
- 1987 – Pelle Erövraren
- 1988 – Folk och rövare i Kamomilla stad (Kaspers röst)
- 1989 – Hunden som log
- 1989 – Klassliv
- 1991 – Ett paradis utan biljard
- 1991 – Oxen
- 1992 – Den goda viljan
- 1992 – Jönssonligan & den svarta diamanten
- 1992 – Svart Lucia
- 1994 – Pillertrillaren
- 1994 – Illusioner
- 1995 – Babe – den modiga lilla grisen (röst)
- 1995 – Tag ditt liv
- 1995 – Sommaren
- 1996 – Jerusalem
- 1996 – Den vita lejoninnan
- 1997 – Beck – Spår i mörker
- 1997 – Svenska hjältar
- 1999 – Magnetisörens femte vinter
- 1999 – Sherdil
- 2000 – Trolösa
- 2000 – Flykten från hönsgården (röst)
- 2001 – Så vit som en snö
- 2001 – Spy Kids (röst)
- 2002 – Elina – som om jag inte fanns
- 2002 – Livet i 8 bitar
- 2002 – Ice Age (röst)
- 2003 – Svidd neger
- 2003 – Ondskan
- 2004 – Tre solar
- 2004 – Kogänget (röst)
- 2005 – Den utvalde
- 2005 – Som man bäddar
- 2006 – Ice Age 2 (röst)
- 2006 – Natt på museet (röst)
- 2006 – Den enskilde medborgaren
- 2009 – Män som hatar kvinnor
- 2009 – Ice Age 3: Det våras för dinosaurierna (röst)
- 2010 – Vildkatten Banjo (röst till katten Tokiga Ben)
- 2010 – Fired
- 2010 – Pax
- 2010 – Sound of Noise
- 2010 – The American
- 2010 – Toy Story 3 (röst)
- 2012 – Ice Age 4 (röst)
- 2012 – Dom över död man
- 2012 – Nobels testamente
- 2013 – Den som söker
- 2014 – Her er Harold
- 2015 – Så ock på jorden
- 2015 – Insidan ut (röst)
- 2016 – Ice Age: Scratattack (röst)
- 2017 – Borg
- 2017 – Kingsman: The Golden Circle

## TV
- 1968 – Exercis
- 1973 – Lärarrummet
- 1974 – Pang i bygget
- 1977 – Tjejerna gör uppror (TV-serie)
- 1977 – Lära för livet (TV-serie)
- 1978 – Kvinnoborgen
- 1979 – Madicken (TV-serie)
- 1980 – Sinkadus (TV-serie)
- 1981 – För en liten snuvas skull (TV-serie)
- 1981 – Lite kaffe har ingen dött av
- 1982 – Nattvägen
- 1982 – Privatliv (TV-serie)
- 1983 – Mäster Olof (TV-serie)
- 1984 – Lykkeland (TV-serie)
- 1985 – Skrotnisse och hans vänner (TV-serie) (röst)
- 1986 – Den nervöse mannen
- 1986 – Ulme
- 1986 – Bumerang
- 1986 – Femte generationen (TV-serie)
- 1987 – Don Juan
- 1987 – Hästens öga
- 1987 – Han som fick leva om sitt liv
- 1987 – Saxofonhallicken (TV-film)
- 1987 – De hvite bussene (TV-serie)
- 1989 – Det var då... (TV-serie)
- 1990 – S*M*A*S*H (TV-serie)
- 1990 – Raoul Wallenberg - fånge i Sovjet (TV-serie)
- 1990 – Apelsinmannen
- 1991 – Fasadklättraren (TV-serie)
- 1991 – Facklorna (TV-serie)
- 1992 – Rederiet (TV-serie)
- 1993 – Tomtemaskinen (TV-serie) (julkalender)
- 1995 – Sista skriket (TV-serie)
- 1995 – Vendetta (TV-film)
- 1995 – Som löven i Vallombrosa (TV-serie)
- 1995 – Svarta skallar och vita nätter (TV-serie)
- 1995 – Sjukan (TV-serie)
- 1997 – Pelle Svanslös (julkalender) (TV-serie)
- 1997 – Muntra fruarna i Windsor (TV-serie)
- 1998 – Kvinnan i det låsta rummet (TV-serie)
- 1998 – Ivar Kreuger (TV-serie)
- 1999 – Grymma Sagor för Grymma Barn (TV-serie) (röst)
- 2000 – Labyrinten (TV-serie)
- 2000 – Herr von Hancken (TV-serie)
- 2001 – Kvinna med födelsemärke (TV-serie)
- 2002 – Stora teatern (TV-serie)
- 2003 – Talismanen (TV-serie)
- 2006 – Playa del sol (TV-serie)
- 2010 – Gynekologen i Askim (TV-serie)
- 2011 – Starke man (TV-serie)
- 2013 – Solsidan (TV-serie)
- 2015 – Bron (TV-serie)
- 2017 – Vår tid är nu (TV-serie)
- 2017 – Fallet (TV-serie)
- 2017 – Syrror (TV-serie)

## Teater

### Roller (ej komplett)
| År   | Roll | Produktion                                                                   | Regi                  | Teater                      |
| ---- | --- | ---------------------------------------------------------------------------- | --------------------- | --------------------------- |
| 1967 | Broder Timotheo | Mandragola Niccolò Machiavelli                                               | Bengt Carlsson        | Studieteatern Vår teater    |
| 1967 | | Ekorrhosta Lasse O'Månsson                                                   | Ingegerd Hellner      | Studieteatern Pistolteatern |
| 1968 | | Avresa Stig Billberg                                                         |                       | Pistolteatern               |
| 1968 | Hunden | Tjuren, hunden och katten Ulf Oldberg                                        | Ulf Fredriksson       | Teater Narren               |
| 1968 | | Chicago & Motell (dubbelföreställning) Sam Shepard & Jean-Claude van Itallie | Hans Hellberg         | Teater Narren               |
| 1987 | Aktör | Drottningens juvelsmycke Carl Jonas Love Almqvist                            | Peter Oskarson        | Dramaten                    |
| 1988 | Gustav Eriksson Vasa Den tyske knekten                                                                                          | Mäster Olof August Strindberg                                                | Lennart Hjulström     | Dramaten                    |
| 1988 | Tage | V.D. Stig Larsson                                                            | Stig Larsson          | Dramaten                    |
| 1988 | Peachum | Tolvskillingsoperan Bertolt Brecht och Kurt Weill                            | Peter Langdal         | Dramaten                    |
| 1988 | Författaren Pilatus sekreterare                                                                                                 | Mästaren och Margarita Michail Bulgakov                                      | Jurij Ljubimov        | Dramaten                    |
| 1989 | Mäster Jaques | Den girige Molière                                                           | Wilhelm Carlsson      | Dramaten                    |
| 1989 | Krogstad | Ett dockhem Henrik Ibsen                                                     | Ingmar Bergman        | Dramaten                    |
| 1990 | Görtz | Carl XII August Strindberg                                                   | Jan Bergman           | Dramaten                    |
| 1991 | Master Cotton Den okände passageraren                                                                                           | Peer Gynt Henrik Ibsen                                                       | Ingmar Bergman        | Dramaten                    |
| 1991 | Bondfolk | Fröken Julie August Strindberg                                               | Ingmar Bergman        | Dramaten                    |
| 1991 | Broder Lorenzo | Romeo och Julia William Shakespeare                                          | Peter Langdal         | Dramaten                    |
| 1991 | Herr Darling Kapten Krok | Peter Pan J.M. Barrie                                                        | Jackie Söderman       | Dramaten                    |
| 1992 | Erik | Tiden är vårt hem Lars Norén                                                 | Björn Melander        | Dramaten                    |
| 1993 | Medverkande | Sista skriket Ingmar Bergman                                                 | Ingmar Bergman        | Dramaten                    |
| 1993 | Mannen i vinterrock | Rummet och tiden Botho Strauss                                               | Ingmar Bergman        | Dramaten                    |
| 1994 | Jafet, skådespelare | Goldbergvariationer George Tabori                                            | Ingmar Bergman        | Dramaten                    |
| 1994 | Johan Padan | Johan Padan upptäcker Amerika Dario Fo                                       | Carlo Barsotti        | Dramaten                    |
| 1995 | Advokaten | Ett drömspel August Strindberg                                               | Robert Lepage         | Dramaten                    |
| 1995 | Henrik | Vigseln Witold Gombrowicz                                                    | Karl Dunér            | Dramaten                    |
| 1996 | Elon Falk | Fint folk Kent Andersson                                                     | Thommy Berggren       | Dramaten                    |
| 1996 | Jodelet | De löjliga preciöserna Molière                                               | Thommy Berggren       | Dramaten                    |
| 1996 | Hembiträdet | Lektionen Eugène Ionesco                                                     | Hans Klinga           | Dramaten                    |
| 1996 | Medverkande | Kabaré… tre år kvar…                                                         | Lennart Hjulström     | Dramaten                    |
| 1997 | Leonid Andrejevitj Gajev | Körsbärsträdgården Anton Tjechov                                             | Peter Langdal         | Dramaten                    |
| 1997 | Joe Keller | Alla mina söner Arthur Miller                                                | Björn Melander        | Dramaten                    |
| 1998 | Sempronio Tristan | Celestina Fernando de Rojas                                                  | Robert Lepage         | Dramaten                    |
| 2000 | Grosshandlare Werle | Vildanden Henrik Ibsen                                                       | Stefan Larsson        | Dramaten                    |
| 2000 | Kommissarie Torstensson | Maken till fruar Ray Cooney                                                  | Bo Hermansson         | Oscarsteatern               |
| 2001 | Plantieres, polischef | Tillbaka till öknen Bernard-Marie Koltès                                     | Staffan Valdemar Holm | Dramaten                    |
| 2002 | Franciskus | Den helige gycklaren Franciskus Dario Fo                                     | Carlo Barsotti        | Stockholms stadsteater      |
| 2003 | Lars | Den första hösten Astrid Trotzig                                             | Anna Novovic          | Dramaten                    |
| 2003 | Medverkande | Ord om krig                                                                  | Staffan Valdemar Holm | Dramaten                    |
| 2003 | Greven av Gloucester | Kung Lear William Shakespeare                                                | Stefan Larsson        | Dramaten                    |
| 2003 | Den falska sköldpaddan Katten Tusenskönan Larv i sovsäck Hattmakaren Svarta riddaren Ett får Mannen i vitt papper Plumpuddingen | Alice i Underlandet Lewis Carroll, Lucas Svensson och Ole Anders Tandberg    | Ole Anders Tandberg   | Dramaten                    |
| 2004 | Pål Flida | Kungsämnena Henrik Ibsen                                                     | Alexander Mørk-Eidem  | Dramaten                    |
| 2005 | Bertove | Tryck stjärna Bodil Malmsten                                                 | Christian Tomner      | Dramaten                    |
| 2005 | Domaren - Kadin | Sultanens hemlighet Tawfiq al-Hakim                                          | Eva Bergman           | Dramaten                    |
| 2006 | Theramenes, ståthållare och Hippolytos vän                                                                                      | Fedra Jean Racine                                                            | Karl Dunér            | Dramaten                    |
| 2006 | Miller | Kärlek och politik Friedrich Schiller                                        | Hilda Hellwig         | Dramaten                    |
| 2007 | Kurt | Dödsdansen I & II August Strindberg                                          | John Caird            | Dramaten                    |
| 2008 | Axel Oxenstierna | Kristina August Strindberg                                                   | Jagoš Marković        | Dramaten                    |
| 2008 | Claudius Vålnaden | Hamlet William Shakespeare                                                   | Staffan Valdemar Holm | Dramaten                    |
| 2009 | Herr Page | Muntra fruarna i Windsor William Shakespeare                                 | John Caird            | Dramaten                    |
| 2009 | John Brocklehurst Briggs Rivers                                                                                                 | Jane Eyre Charlotte Brontë                                                   | Ellen Lamm            | Dramaten                    |
| 2010 | Markus Smith | Jerusalem 2010 Eva Bergman                                                   | Eva Bergman           | Dramaten                    |
| 2010 | Aurangzéb | Zéb-un-Nisá Willy Kyrklund                                                   | Karl Dunér            | Helsingborgs stadsteater    |
| 2011 | Herr Schmidt | Tjuvar Dea Loher                                                             | Jenny Andreasson      | Dramaten                    |
| 2012 | Max Kellerman | Dirty Dancing Eleanor Bergstein                                              | Anders Albien         | Chinateatern                |
| 2012 | | Fanny och Alexander Ingmar Bergman                                           | Linus Tunström        | Uppsala stadsteater         |
| 2013 | Fredrik | Som löven i Vallombrosa Lars Norén                                           | Vibeke Bjelke         | Dramaten                    |
| 2013 | Anselme | Den girige Molière                                                           | Gösta Ekman           | Dramaten                    |
| 2013 | Medverkande | The Mental States of Sweden Mattias Andersson                                | Mattias Andersson     | Dramaten                    |
| 2014 | Buckingham | Rickard III William Shakespeare                                              | Stefan Larsson        | Dramaten                    |
| 2015 | Malvolio | Trettondagsafton William Shakespeare                                         | Åsa Melldahl          | Dramaten                    |
| 2017 | Buckingham | Rickard III William Shakespeare                                              | Stefan Larsson        | Dramaten                    |

### Regi

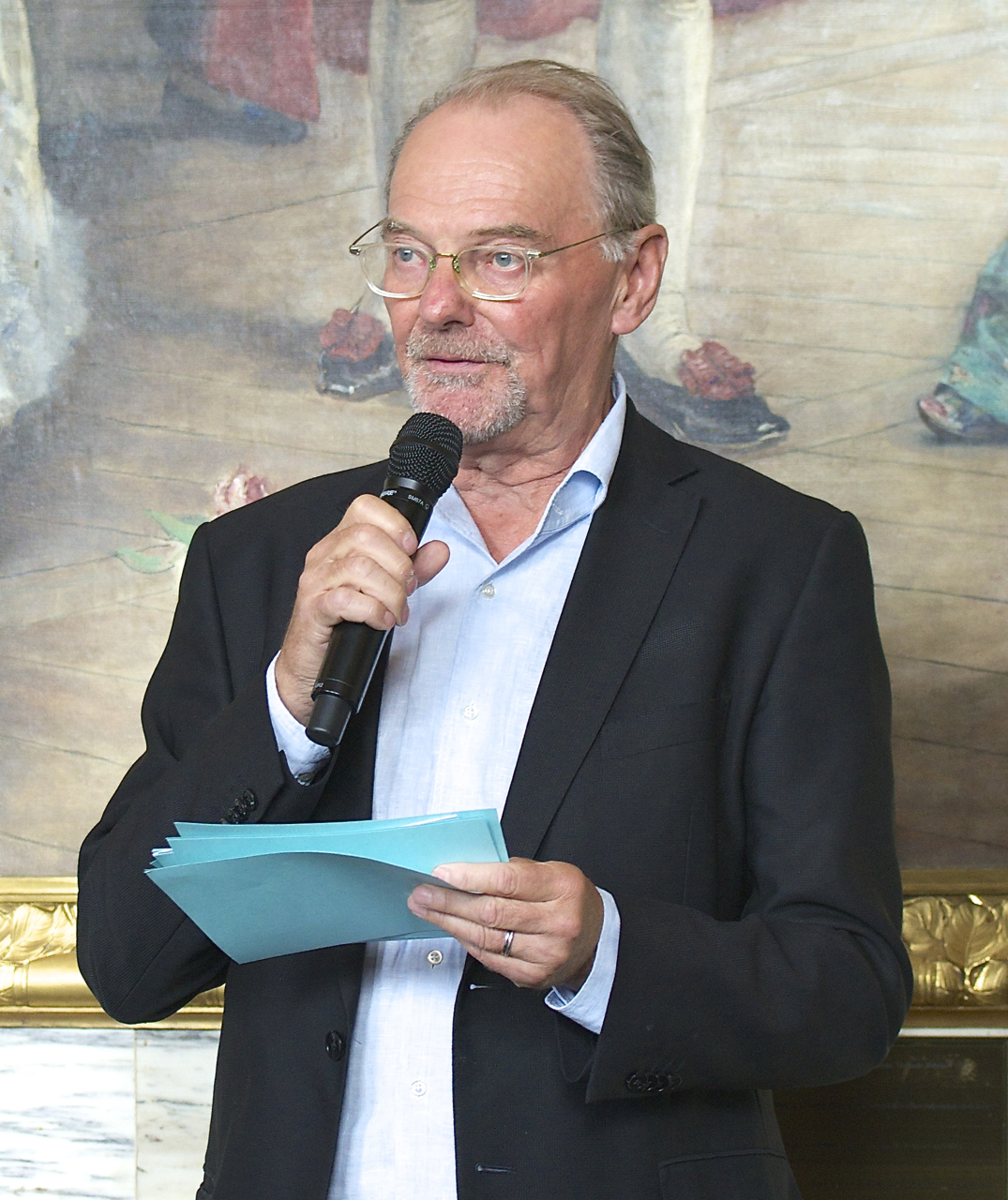
Björn Granath under Dramatens höstsamling 2014.

| År   | Produktion          | Upphovsmän   | Teater   |
| ---- | ------------------- | ------------ | -------- |
| 1992 | På flykt            | Gao Xingjian | Dramaten |
| 1992 | Historien om tigern | Dario Fo     | Dramaten |

## Speaker
- 1970 – Kvinnomänniska
- 1974 – T.V.-övervakning
- 1973 – Viggen 37 (- ett militärplans historia)
- 1979 – Ett anständigt liv
- 1985 – Ubåt! En till sannolikhet gränsande visshet
- 1986 – Ingen Hamlet på Kronborg i år
- 1992 – Återkomster

## Ljudböcker (urval)
- 1984 – Robinson Crusoe
- 2009 – Hundraåringen som klev ut genom fönstret och försvann
- 2013 – 1984
- 2013 - Analfabeten som kunde räkna
- 2015 – Mördar-Anders och hans vänner (samt en och annan ovän)
- xxxx – Djurens gård

## Priser och utmärkelser
- 2000 – Litteris et artibus
- 2001 – Svenska Akademiens teaterpris
- 2003 – O'Neill-stipendiet[3]